# Лорер, Николай Иванович
Никола́й Ива́нович Ло́рер (1794, 1797 или 1798, Херсонская губерния — май 1873, Полтава) — русский военный, участник Заграничного похода русской армии 1813—1814 годов, майор (1824). Декабрист, член Северного (с мая 1824) и Южного (с 1824) обществ. Участник Кавказской войны, прапорщик (1840). Автор мемуаров.

## Биография

### Рождение, ранние годы
Николай Иванович Лорер происходил из дворян Херсонской губернии, православного (греко-российского) вероисповедания.
В формулярном списке майора Вятского пехотного полка Н. И. Лорера от 1 (13) января 1826 года значится, что ему полный 31 год. Стало быть, Лорер родился в 1794. Однако в марте 1826 года Лорер показывал Следственной комиссии, что ему 28 лет — следовательно, вероятнее всего предположить, что год рождения Лорера 1797; это же подтверждается указанием в самом конце его «Записок», что Лореру к моменту их окончания (5 (17) августа 1867 года) идёт семидесятый год. Точную дату рождения могли бы указать метрические книги, но они в Николаевском областном архиве, где хранятся документы приходов бывшей Херсонско-Одесской епархии не сохранились. Самая ранняя запись относится к 1859 году. Энциклопедический словарь Брокгауза и Ефрона указывает 1794 год рождения.
Родился в большой дворянской семье (у Николая было еще два брата и пять сестёр) помещика Херсонской губернии, коллежского советника, советника Вознесенского наместничестского правления, Ивана Ивановича и Екатерины Евсеевны Лорер (урождённой Цициановой). У отца было сельцо Водяное (Грамаклея), ныне село Водяно-Лорино Еланецкого района Николаевской области Украины. В сельце было 15 дворов. В барском доме ныне расположена школа. Семья Лорер была небогата. После смерти мужа, вдова Е. Е. Лорер «просила в бедности Монаршего воззрения». Однако, на её прошение высочайшего соизволения императора Павла I не последовало. В 1806 году в Херсонском губернском правлении, с публичного торга, было продано недвижимое имение коллежской советницы вдовы Е. Е. Лорер, описанное на пополнение причитающегося долга с её мужа за «уничтожение по бытности его в Вознесенском наместническом правлении советником в 1795 году по Черкасскому староству казённых сборов», 1101 десятина из общего числа трех тысяч десятин земли, в Ольвиопольском уезде, с правой стороны по течению реки Чичеклеи.
Рано оставшись без отца, воспитывался в имении П. В. Капниста в Полтавской губернии, наставник — гернгутер протестанской общины Моравских братьев Нидерштеттер.

### Становление
С 22 марта (3 апреля) 1812 года — в Дворянском полку при Втором кадетском корпусе, откуда выпущен прапорщиком, по армии, 20 ноября (2 декабря) 1812 года, с нахождением при вновь формируемом 4-м резервном батальоне лейб-гвардии Литовского полка.
12 (24) июня 1813 года из резерва переведён в 5-ю фузилерную роту лейб-гвардии Литовского полка. Участвовал в войнах и походах 1813—1814 годов (Дрезден, Кульм, Лейпциг, Оффенбах, Париж), в 1814 году в составе 3-го батальона полка был командирован на службу в Варшаву. Подпоручик — 26 августа (7 сентября) 1817 года, поручик — 4 (16) июня 1818 года; 11 (23) января 1819 года уволен от службы, по домашним обстоятельствам, с пожалованием чина штабс-капитана.
21 мая (2 июня) 1820 года вновь поступил на военную службу, прежним чином поручика, в лейб-гвардии Московский полк (прежде Литовский полк). С 26 ноября (8 декабря) 1822 года пожалован в гвардии штабс-капитаны.
Из гвардии штабс-капитанов, с 26 марта (7 апреля) 1824 года, «по недостатку содержания» (то есть по прошению), переведён в Вятский пехотный полк, где командиром был П. И. Пестель, с пожалованием чина армии майора. Штаб полка был в Линцах (ныне г. Ильинцы Винницкой области Украины), Лорер квартировал в доме липовецкого мещанина Лейбы Абрамова сына Борштейна. Тогда же был принят в тайные общества декабристов.
По воспоминаниям современников Лорер был: 
 «неисправимым оптимистом, „пламенным романтиком“, „веселым страдальцем“. Чрезвычайно живой и многосторонне одаренный, Лорер писал стихи, сочинял рассказы, был музыкально одарен, тонко чувствовал природу. Он был изумительным рассказчиком и чрезвычайно веселым, остроумным, живым собеседником.»

### Расцвет, зрелые годы

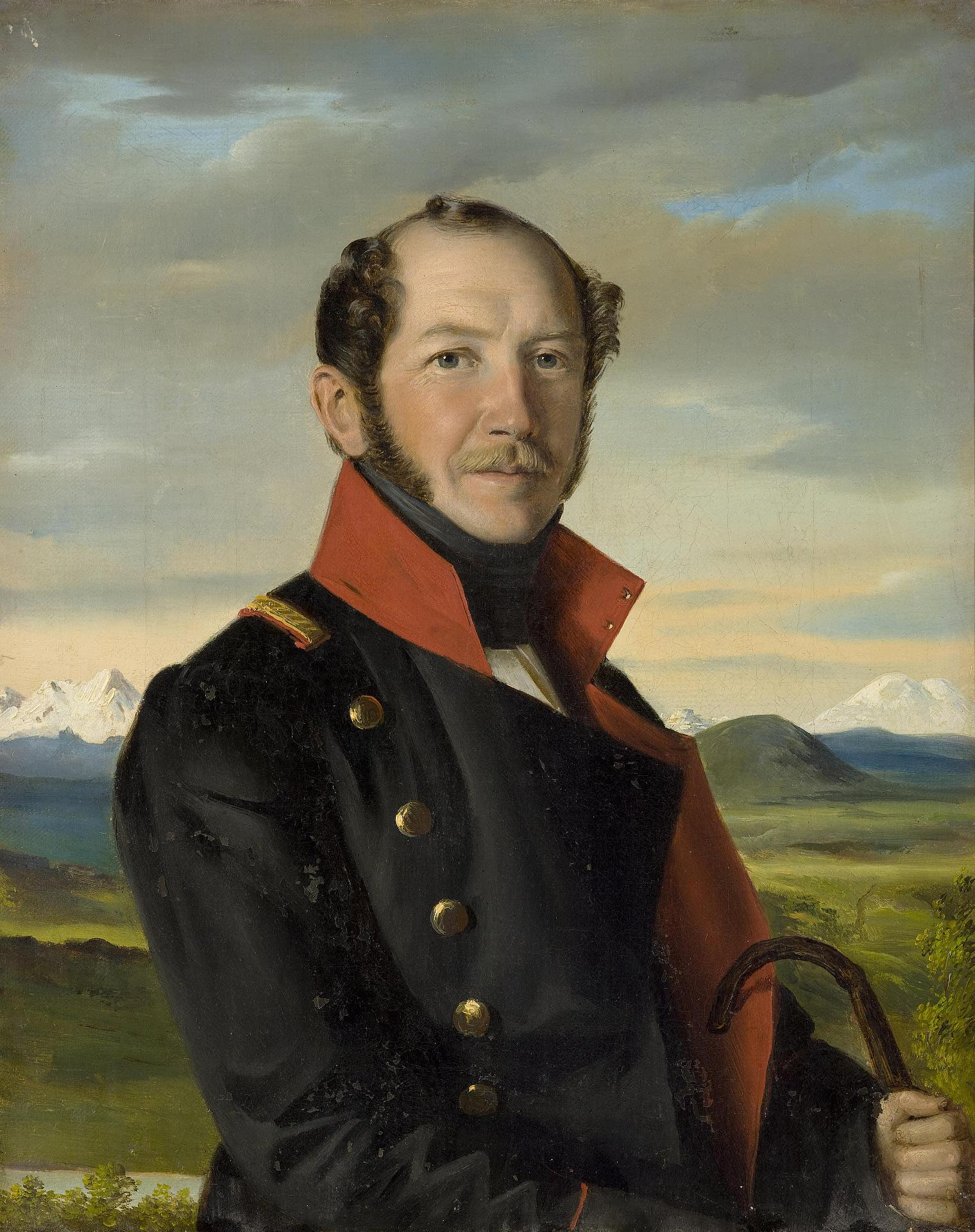
Р. Шведе. Портрет декабриста Н. И. Лорера, 1841

Масон, член масонской ложи «Палестина» в С.-Петербурге, походной офицерской ложи «Александра к Военной Верности», работавшей во время заграничных походов русской армии в Оффенбахе. Зачитывался сочинениями Франклина, Филанджьери, Сея. Член Северного и Южного тайных обществ. В тайное общество был принят Воейковым и князем Е. П. Оболенским в 1824 году. Читал «Русскую правду» Пестеля. Принял в тайное общество полковника Г. А. Канчиялова, возил письмо от Пестеля к А. П. Юшневскому о желании графа Витта вступить в общество, в октябре 1824 года был послан Пестелем к М. И. Муравьеву-Апостолу для получения информации о Северном обществе.
14 (26) декабря 1825 года был допрошен, но все улики отверг. Был выдан следователям А. И. Майбородой.
Арестован в Тульчине 23 декабря 1825 (4 января 1826) года. После очной ставки с А. И. Майбородой сознался в членстве в Южном обществе. Приказ об аресте — 30 декабря 1825 (11 января 1826) года. Доставлен в Петербург 3 (15) января 1826 года, представлен императору Николаю I и заключён в Петропавловскую крепость, в № 3 Кронверкской куртины. 3 (15) февраля 1826 года написал в Следственный комитет покаянное письмо. Написал ещё несколько писем, в которых брал вину товарищей на себя и уверял следователей в полном своём раскаянии.
Осужден по IV разряду и по конфирмации 10 (22) июля 1826 года приговорен в каторжную работу на 15 лет и к пожизненной ссылке на поселение с лишением чинов и дворянства. Позже, хлопотами родни, приговор был смягчён, срок каторги уменьшен до 12-ти лет, а 22 августа (3 сентября) 1826 года и до 8-и лет.
27 января (8 февраля) 1827 года отправлен из Петропавловской крепости в Сибирь (приметы: рост 2 аршина 8 вершков, «лицо белое, круглое, чистое, глаза тёмнокарие, нос большой, остр, с горбиною, волосы на голове и бровях темнорусые, немного взлысоват»).
17 (29) марта 1827 года доставлен в Читинский острог. В сентябре 1830 прибыл в Петровский завод.
По указу от 8 (20) ноября 1832 года обращен на поселение, по случаю частичной амнистии, объявленной декабристам в честь крещения четвертого сына Николая I, великого князя Михаила Николаевича; из-за невозможности получать от родственников достаточную помощь, ходатайствовал о поселении его вместе с М. М. Нарышкиным, «в семействе которого он может найти себе приют», в чем первоначально отказано, и он отправлен в с. Мёртвый Култук Иркутского уезда Иркутской губернии). Мёртвый Култук был расположен при впадении реки Похабиха в Байкал, километрах в шести южнее нынешнего Култука и находится гораздо ближе к современной Слюдянке, чем к Култуку. Вскоре, по просьбе к императору от племянницы А. О. Россет, переведён в г. Курган Курганского округа Тобольской губернии.
14 (26) марта 1833 года Лорер прибыл в Курган. Здесь он много читал и писал, составлял прошения горожанам, помогал по хозяйству Нарышкиным. Вечерами, когда у них собирались друзья-декабристы, близкие люди, Лорер был душой этого общества, превосходным рассказчиком. Николай Иванович писал стихи, сочинял рассказы, был музыкально одарён, тонко чувствовал природу. Он говорил на французском, английском, немецком, итальянском, польском языках.

Декабрист М. А. Бестужев рассказывает в своих «Записках», что Н. Лорер:

«был такой искусный рассказчик, какого мне не случалось в жизни видеть. Не обладая большою образованностью, он между тем говорил на четырех языках (французском, английском, немецком и итальянском), а ежели включить сюда польский и природный русский, то на всех этих шести языках он через два слова в третье делал ошибку, а между тем какой живой рассказ, какая теплота, какая мимика!.. Самый недостаток, то есть неосновательное знание языков, ему помогал как нельзя более: ежели он не находил выражения фразы на русском, он её объяснял на первом попавшемся под руку языке и, сверх того, вставляя и в эту фразу слова и обороты из других языков. Иногда в рассказе он вдруг остановится, не скажет ни слова, но сделает жест или мину — и все понимают».

По высочайшему повелению, объявленному военным министром 21 июня (3 июля) 1837 года, определен рядовым в Кавказский корпус, 28 июля (9 августа) 1837 года назначен в Тенгинский пехотный полк, 21 августа (2 сентября) 1837 года выехал из Кургана, 10 октября 1837 года прибыл в Ставрополь, 16 октября убыл в Екатеринодар.
28 августа (9 сентября) 1838 года — унтер-офицер, 10 (22) октября 1840 года — прапорщик. 11 (23) февраля 1842 года уволен, «за болезнью», от службы, тем же чином, с воспрещением въезда в столицы.
Был хорошо знаком Л. С. Пушкиным, декабристами А. И. Одоевским, В. Н. Лихаревым, М. М. Нарышкиным, М. А. Назимовым и др. На Кавказе, во время службы в Фанагорийской крепости на Тамани, между 20 и 24 декабря 1840 года, познакомился с М. Ю. Лермонтовым. 13 мая 1841 года Лорер отбыл из крепости Анапа в Пятигорск для «пользования Кавказскими минеральными водами». Свидетельствовал об обстоятельствах гибели В. Н. Лихарева от шальной пули во время его разговора с М. Ю. Лермонтовым после боя при реке Валерике. Через месяц после гибели Лихарёва, при погребении Лермонтова, нёс гроб с телом поэта. В 1866 году на Рождество А. А. Капнист, внучка известного поэта и драматурга В. В. Капниста и дочь декабриста А. В. Капниста, получила в подарок от Н. И. Лорера альбом, содержавший сделанные его рукой списки литературных произведений Пушкина, Лермонтова и других поэтов, там же были копии писем его товарищей-соузников, выдержки из его собственных воспоминаний и ряд других записей.

### Конец жизни, смерть
17 (29) апреля 1842 года отставной прапорщик Лорер выехал из полка в Херсон. Поселился сперва в Херсоне, а затем переехал в имение брата Д. И. Лорера с. Водяное Херсонского уезда. По высочайшему повелению, сообщенному военным министром 18 (30) января 1851 года, разрешено Д. И. Лореру передать по смерти своей Н. И. Лореру духовным завещанием в потомственное владение принадлежащее ему родовое имение.
30 января (11 февраля) 1851 года освобождён от надзора с разрешением временно приезжать в Москву, 29 августа (10 сентября) 1855 года разрешено приезжать в Санкт-Петербург.
26 августа (7 сентября) 1856 года освобождён от всех ограничений по манифесту об амнистии. Поселился в Полтаве.
Николай Иванович Лорер умер в мае 1873 года в городе Полтаве Полтавской губернии, ныне административный центр Полтавской области Украины.

## Семья
Предки Н. И. Лорера — французы Лорейны из Лотарингии, переселившиеся вследствие религиозных гонений в Германию, где быстро онемечились. Отец декабриста, Иван Иванович Лорер, — полковник, приехал в Россию начале 1750-х с небольшим отрядом голштинских солдат Петра III. После отставки — дворянин Херсонской губернии, коллежский советник, советник Вознесенского наместнического правления, впоследствии херсонский вице-губернатор.
Иван Иванович Лорер женился на грузинке, княжне Екатерине Евсеевне Цициановой. Цициановы (Цицишвили) — род, происходящий от древнейших карталинских и кахетинских князей, находившихся в родстве по женской линии с грузинскими царями. Смешение различных национальностей ярко отразилось на характере Николая и всей его семьи.
Братья:

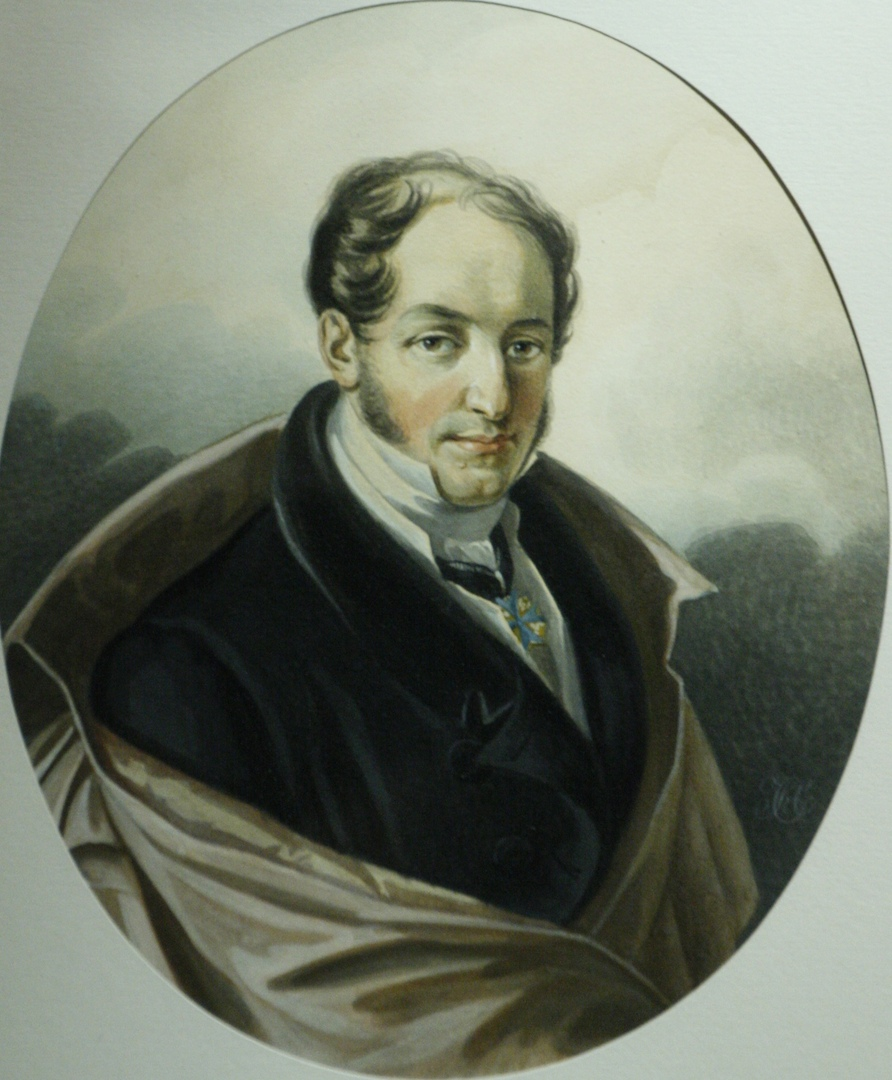
Портрет Александра Ивановича Лорера работы К. Гампельна, п.п. 1820-х гг.

- Александр (19 (30) сентября 1779—17 (29) ноября 1824, от чахотки) — кавалерист, улан, раненый под Аустерлицем, подполковник в отставке. Был женат на Марии Ивановне Корсаковой (1777—26 февраля (10 марта) 1873), крупной помещице Островского и Опочецкого уездов Псковской губернии. Вдовой жила в своем имени — селе Гораях, Опочецкого уезда, где скончалась и 2 (14) марта 1873 года была погребена.
- Дмитрий — отставной ротмистр. Произведён в корнеты 4 октября 1813 года. Уволен в отставку ротмистром 29 декабря 1823 года (указ об отставке, выданный за подписью главнокомандующего 1-й армией, генерала от инфантерии графа Сакена). Определением Дворянского депутатского собрания Херсонской губернии от 13 декабря 1826 года, внесён во II часть ДРК Херсонской губернии. Был женат на княжне Варваре Григорьевне Волконской, сестре гвардии бригадного командира, генерал-майора князя Петра Григорьевича Волконского. По купчей от 4.11.1830 года, совершенной в Херсонском уездном суде, ротмистрша В. Г. Лорер купила от мужа, ротмистра Д. И. Лорера, недвижимое его имение, состоящее при деревне Водяной, 315 десятин земли, лежащую «с 1 стороны от межи наследников Бредихиных села Артаковки, 2 мужа её дачи, 3 ея и 4 речки Громоклей, ассигнациями за 900 рублей» (купчая явлена 28 января 1831 года в том же суде). Ему же — Д. И. Лореру, кроме родового имения в селе Водяном, принадлежало недвижимое имение в три тысячи десятин незаселённой земли, состоящей в Бобринецком уезде Херсонской губернии, при селе Сугаклей, на берегах одноименной реки Сугаклей, воспетой в творчестве А. А. Тарковского. Сугаклейское имение было предоставлено Херсонской казённой палате в обеспечение подряда, заключённого Д. И. Лорером на содержание почтовых станций: Вознесенской, Водяной, Константиновской, Максимовской и Александровской — сроком с 1 января 1848 по 1 января 1860 года. В 1858 году отставной ротмистр Д. И. Лорер был назначен, от начальника Херсонской губернии, непременным членом Херсонского дворянского комитета по устройству быта помещичьих крестьян. Затем так же, от правительства, был назначен членом Херсонского губернского по крестьянским делам присутствия, с причислением к ведомству Министерства внутренних дел. В той должности, «по засвидетельствованию начальства об отлично-усердной службе и особых трудах», пожалован кавалером ордена Святой Анны 2 степени (4.04.1865). Высочайшим приказом от 22.12.1867 за № 43, по МВД, уволен от той должности, согласно прошению, по болезни, с 15 декабря 1867 года.

Сестры:
- Екатерина, замужем за Артемием Ефимовичем Вороновским;
- Елизавета, замужем за корнетом Сергеем Ефимовичем Каховым;
- Надежда (ум. 1825) в первом браке за Осипом Ивановичем Россетом (дочь — знаменитая Александра Смирнова-Россет), во втором браке за Иваном Карловичем Арнольди;
- Евдокия, замужем за Виктором (Ваптосом, Вантосом) Ивановичем Драгневичем.
- Вера, замужем за отставным флота капитан-лейтенантом (14.02.1819), впоследствии коллежским асессором Иваном Семёновичем Мазараки (произведен в этот чин 8 мая 1826 года: формулярный список, подписанный обер-интендантом Черноморского флота контр-адмиралом Критским. Определением Херсонского дворянского депутатского собрания от 9 июля 1832 года, внесён в III часть ДРК Херсонской губернии).

Жена (c 23 июля (4 августа) 1843 года)— Надежда Ивановна (урожденная Изотова, 1820—28 августа (9 сентября) 1849, от чахотки), воспитанница сестры Николая Лорера.
Дети:
- Екатерина Николаевна Гротгус, баронесса (17 (29) октября 1844 — 12 (25) августа 1901, Рига), жена полковника, барона Василия Дмитриевича (Вильгельма Эрнста Джона Дитриха) фон Гротгуса (15 (27) февраля 1820 — 27 января (8 февраля) 1892), именуемого также Вильгельмом Карловичем, командира Ольвиопольского уланского полка (19.06.1861—13.04.1866) пожалованного, при отставке 13 апреля 1866 года, чином генерал-майора. Вместе с отцом, в 1855 году внесена во II часть ДРК Херсонской губернии.
- Вера Николаевна, девица.
- сын N, умер в детстве.
- Внебрачный сын — Дмитрий Королетин (род. 1834), воспитывался в семье Д. И. Лорера; мать — Елена Михайловна Королетина (Коромтина?), жительница Кургана, впоследствии в замужестве Калугина[12].